# 광천공공도서관
광천공공도서관은 충청남도 홍성군 소재의 도서관이다.

## 연혁
- 1996. 12 광천공공도서관 신축
- 1997. 03 광천공공도서관 개관
- 2004. 10 책갈피독서회 운영
- 2005. 03 문화강좌 운영
- 2012. 07 광천복합공공청사 신축
- 2012. 07 광천공공도서관 청사 이전
- 2012. 07 광천공공도서관 재개관

## 시설현황
- 5층: 종합자료실, 문화강좌실
- 4층: 문학어린이실, 학습실

## 이용 안내
이용 시간
- 문학어린이자료실, 종합자료실: 매일 09:00 - 18:00
- 학습실, 문화강좌실: 매일 09:00 - 21:00(11월-2월) / 매일 09:00 - 22:00(3월-10월)

휴관일
- 매주 월요일
- 국경일 및 국가지정 공휴일
- 군수가 필요하다고 인정한 날